# Historia de la fiscalidad
La fiscalidad tiene antecedentes históricos que se remontan a la Antigüedad, pues estuvo presente en todas las grandes civilizaciones. Pero sin duda fue evolucionado bastante con el devenir del tiempo, presentando también notorias diferencias entre regiones. En esta cuestión de la arquitectura e ingeniería fiscal y de los objetivos de la fiscalidad, ha influido el grado de desarrollo socioeconómico, medioambiental, e industrial, de las distintas comunidades, así como también las necesidades circunstanciales estratégicas y financieras de los Estados, y también la ideología o teoría económica dominante.
Desde que la fiscalidad existe y puede ser rastreada, ha integrado y combinado tanto la componente comercial y aduanera, como los enfoques llamados directos e indirectos; otra constatación generalizada es que siempre parece haber habido regímenes de excepción, los que según las épocas y los sistemas fiscales, a veces han favorecido privilegios religiosos y/o político-sociales, mientras que a veces se han orientado a disminuir la presión fiscal sobre los más pobres y/o sobre las actividades consideradas estratégicas y más importantes.
La fiscalidad puede quedar influida por la demografía, y también puede ser afectada por la especulación financiera y por las devaluaciones monetarias.
Obviamente, varias diferentes formas de fiscalidad pueden coexistir en un mismo país o Estado (como por ejemplo la fiscalidad pontificia generada en la Europa católica, y que se agregaba a la fiscalidad local). Según fueren las particularidades propias del tipo de explotación y de la fiscalidad, la misma puede incitar a realizar una sobre-explotación muy rápida, o por el contrario puede inducir a una explotación medida, parsimoniosa, y responsable de los recursos (por ejemplo, recursos forestales).

## La fiscalidad durante la Antigüedad
En la China milenaria y en la Grecia antigua (cf. Economía en la Antigua Grecia), y luego en el Imperio romano, la fiscalidad frecuentemente estaba asociada con el territorio, y tenía por finalidad alimentar el "tesoro público" (o del emperador o mandatario de turno…), lo que permitía desarrollar la vida en las ciudades, defender el territorio, mantener las guerras, y concretar cierto tipo de alianzas.

## El financiamiento de la Royal Navy y la primera revolución inglesa
En oportunidad de la Primera Revolución inglesa (1641-1649) inicialmente orientada por John Pym, durante el reinado de Carlos I de Inglaterra, el parlamento británico que entonces estaba dominado por los protestantes idealistas (conocidos como los puritanos), implantó dos nuevos impuestos que sin duda tuvieron una repercusión importante en la historia fiscal británica: el Excise Tax (un impuesto especial) y el Assessment Tax (este último fue reimpuesto con similares características en oportunidad de la Gloriosa Revolución de 1688, con el nombre de Land Tax).
El llamado Assessment Tax creado en 1643 fue el primer impuesto en la historia que recayó sobre las clases superiores propietarias (entre 1643 y 1646 representó el 25 % de los ingresos fiscales). Con posterioridad a 1946, su monto se dividió por dos, y más tarde pasó a ser la octava parte.
La Royal Navy (o sea la Marina Real Británica) tuvo un fuerte crecimiento ligado a las guerras contra los realistas que se habían refugiado en las colonias, con el bloqueo de Barbados y la conquista de Jamaica, política que se conoce con la denominación genérica de Western Design, y que representó un costo total de unos 80 millones de libras en las décadas de 1640 y 1650, o sea y en promedio, unos 4 millones de libras por año (lo que obviamente involucró grandes inversiones en los astilleros navales).

## La fiscalidad en Europa durante el Medioevo
En la Edad Media, la fiscalidad es real y/o señorial y/o religiosa, y el impuesto puede ser pagado en especies (trabajo directo, integración en la armada…).

## Dos sistemas diferentes en Francia y en Inglaterra durante el siglo XVIII
Cuando el crecimiento económico se debilitaba en España y cuando la unidad nacional aún no existía ni en Alemania ni en Italia, Inglaterra y particularmente Francia (esta última tres veces más poblada que su rival del otro lado del Canal de la Mancha), eran los dos grandes Estados de la época. Y en esos días, en Inglaterra la fiscalidad era indirecta, mientras que en Francia era directa. El aumento de la fiscalidad durante la llamada revolución financiera británica, contribuyó entre 1710 y 1715, a la cólera manifestada durante los llamados disturbios de Sacheverell.
Un impuesto territorial del 20 %, la Land Tax, fue instituido a partir de 1692,

## Nacimiento del impuesto progresivo sobre los ingresos
Todos los revolucionarios del siglo XVIII, ya fuere cuando actuaron en una asamblea o convención constituyente, o en una asamblea legislativa, o en alguna otra asamblea regional o preparatoria, insistieron en variadas oportunidades y formas, que más que un cambio lo que se necesitaba en Francia era una ruptura en lo relacionado con la fiscalidad, y legislaron en este sentido, votando en 1790 la llamada taxe mobilière (o tasa mobiliaria calculaba sobre la presumida fortuna del contribuyente), y luego aprobando en 1791 la taxe Foncière (o tasa raíz sobre tierras y edificaciones pagadas por sus propietarios o usufructuarios), y en 1792 aprobando la patente (o tasa profesional pagada por comerciantes e industriales), lo que se conoce como las  "Quatre Vieilles" (o Cuatro Viejas), que en realidad inicialmente fueron solamente tres (luego complementado en 1798 por el llamado impôt sur les portes et les fenêtres o impuesto sobre puertas y ventanas); todos estos tributos afectaban a las colectividades locales.